# Presidente Olegário (kommun)
Presidente Olegário är en kommun i Brasilien.   Den ligger i delstaten Minas Gerais, i den sydöstra delen av landet, 300 km sydost om huvudstaden Brasília. Antalet invånare är 18 546.
Följande samhällen finns i Presidente Olegário:
- Presidente Olegário

Omgivningarna runt Presidente Olegário är huvudsakligen savann. Runt Presidente Olegário är det glesbefolkat, med 9 invånare per kvadratkilometer.